# Sanghamitta
Sanghamitta byla dcera císaře Ašóky (snad 304 př. n. l. – 232 př. n. l.), jednoho z nejvýznamnějších indických panovníků, a významnou buddhistickou mniškou. Spolu se svým bratrem Mahindou a doprovodem mnichů byla svým otcem vyslána na Srí Lanku, aby tam přinesla buddhistické učení. Podle tradice Sanghamitta s sebou vzala i odnož stromu bódhi, který byl na Srí Lance zasazen s stojí dodnes.